# Rubus pubescens
Rubus pubescens är en rosväxtart som beskrevs av Constantine Samuel Rafinesque. Rubus pubescens ingår i släktet rubusar, och familjen rosväxter. Utöver nominatformen finns också underarten R. p. pilosifolius.

## Bildgalleri

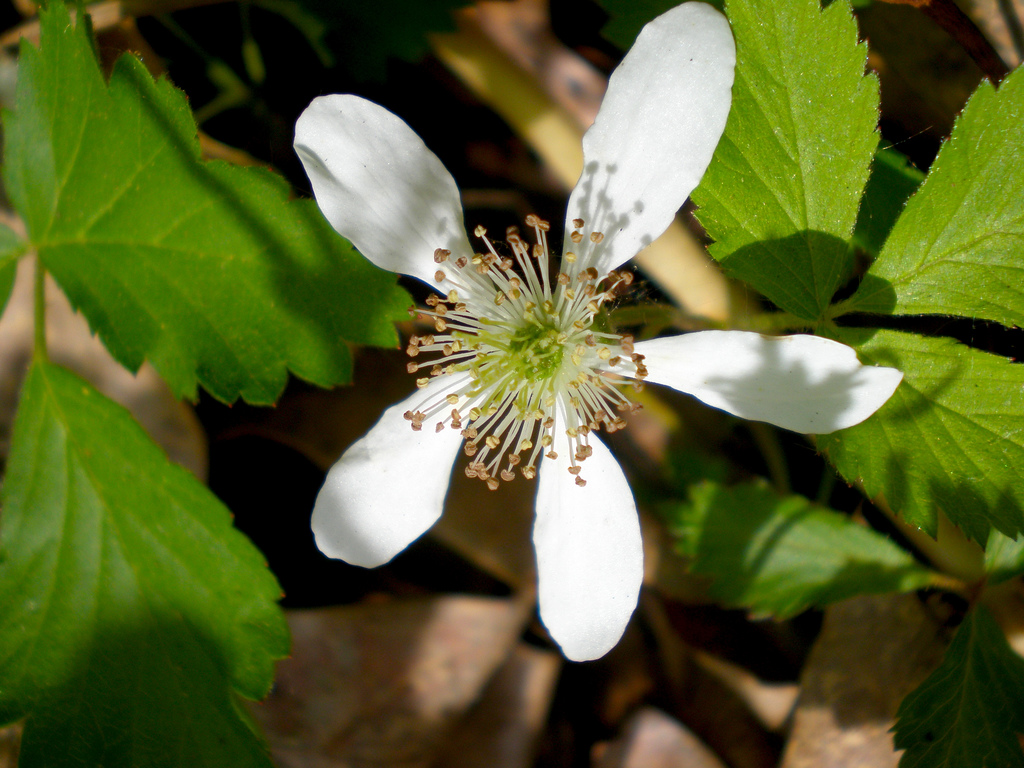
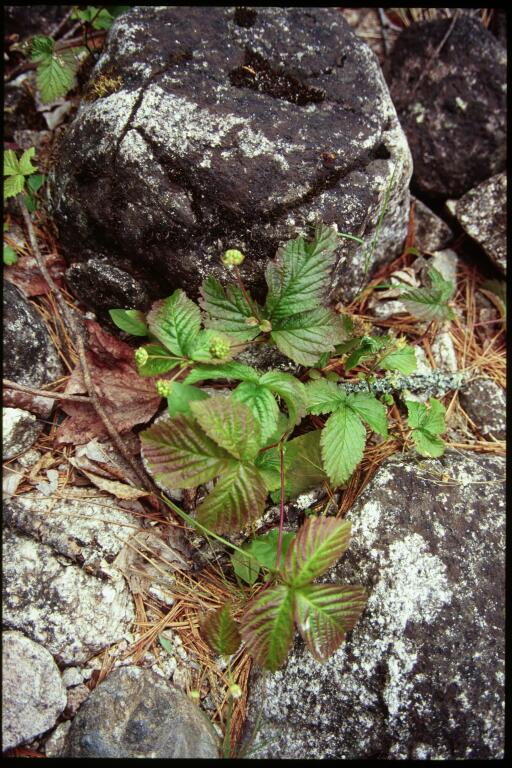
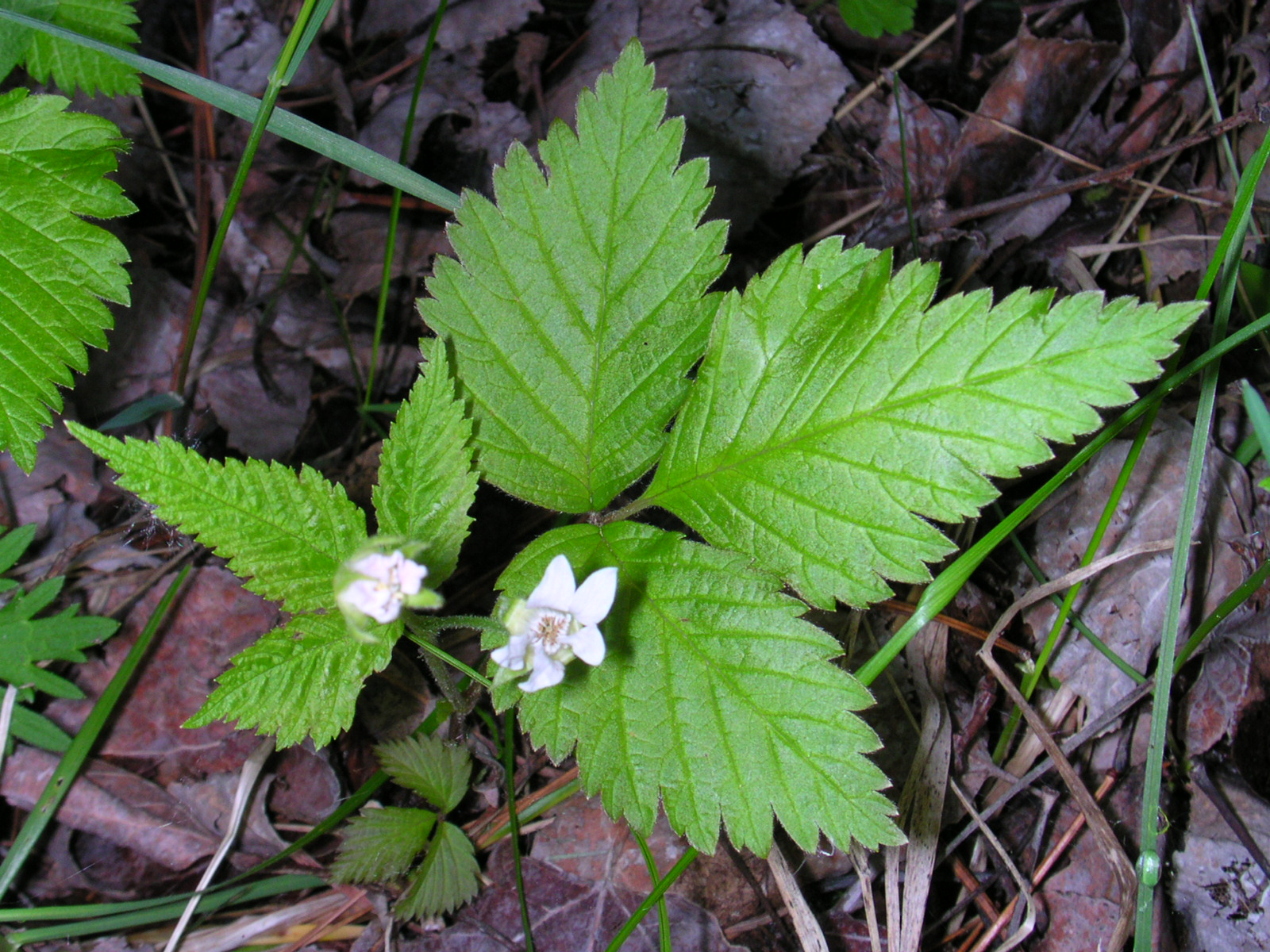
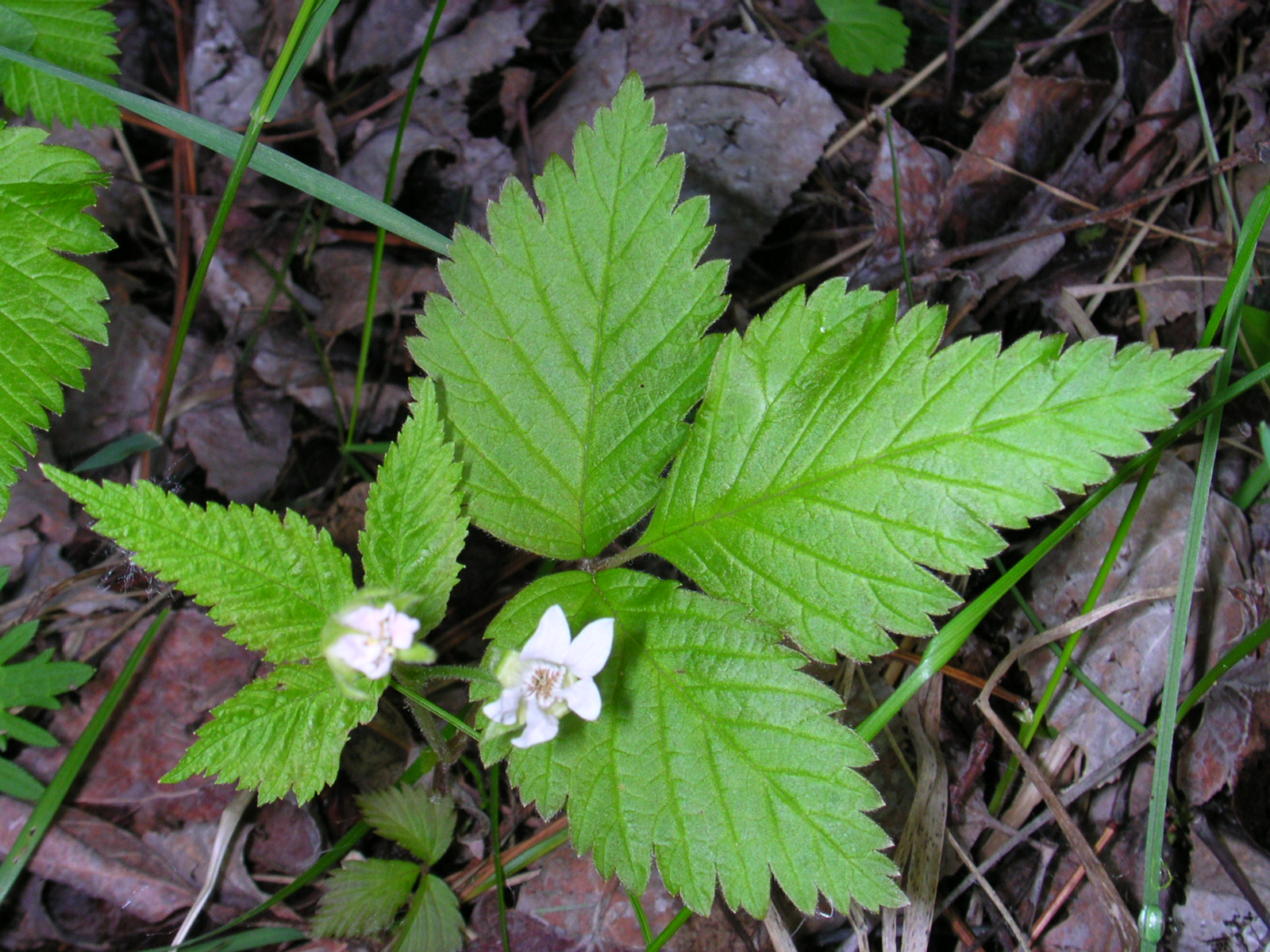
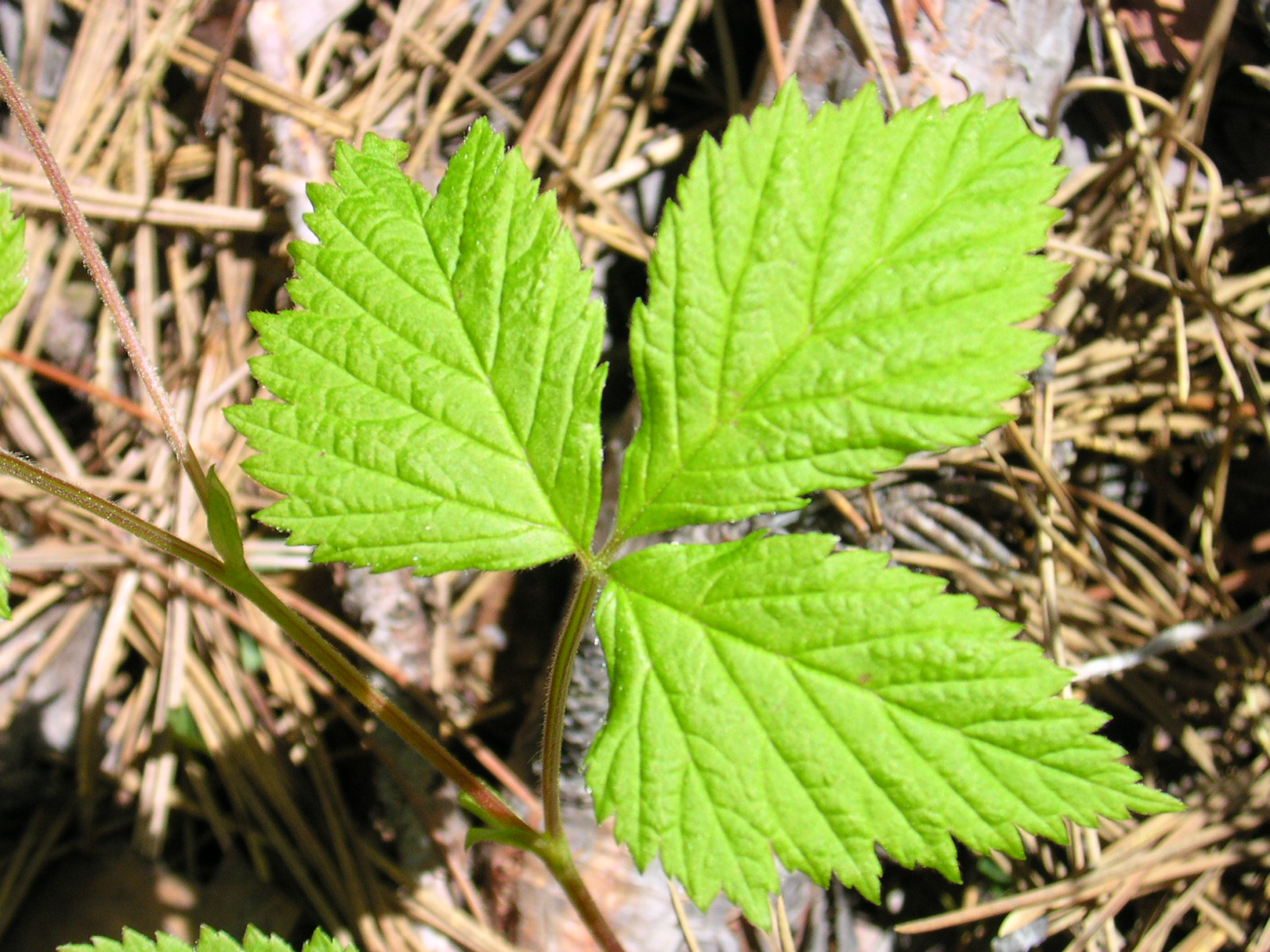